# Злочинець і адвокати
«Злочинець і адвокати» — радянський телефільм 1981 року режисера Юнуса Юсупова, знятий на кіностудії «Таджикфільм».

## Сюжет
Слідчий Мірзоєв, який веде справу про підпал таксі, швидко знаходить винного — п'ятнадцятирічного школяра Сіроджа. На допиті підліток замикається і відмовляється відповідати, йому загрожує реальний термін ув'язнення. Щоб дізнатися причину, що штовхнула юнака на злочин, слідчий зустрічається з його матір'ю Сайрам, з водієм таксі Різо, а також з друзями й вчителями хлопчика — що стають на захист Сіроджа, його «адвокатами». У ході слідства встановлюється, що підпал вчинено Сіроджем, коли він повертався додому з побачення з батьком, що перебуває у в'язниці за наїзд на пішохода. Слідчий дізнається, що водій спаленого таксі Резо був першим коханцем матері хлопчика Сайрам, який рік тому повернувся в місто й намагався відновити стосунки, але був відхилений. Однак це дало привід для пліток і пересудів. Крім того, з'ясовується, що винуватцем того наїзду на пішохода була мати хлопчика, але батько взяв провину на себе. Всі ці події боляче поранили Сіроджа, і підпал був спонтанним вираженням гніву, без наміру — в стані афекту, і суд присуджує Сіроджа до умовної міри покарання.

## У ролях
- Марат Хасанов — Мірзоєв, слідчий
- Іскандар Іркаєв — Сіродж
- Марат Аріпов — Різо, таксист
- Баба Аннанов — батько Сіроджа
- Саврінісо Сабзалієва — Сайрам, мати Сіроджа
- Микола Рибников — тренер
- Сайрам Ісаєва — завуч
- Хамза Умаров — прокурор
- Віктор Павлов — «професор»
- Юнус Юсупов — керуючий
- М. Авдоніна — Віра
- Б. Ільябаєв — Тавассієв
- І. Хушвахтов — Надік
- Мехрангіз Гасанова — епізод
- Маргарита Касимова — епізод
- Ато Мухамеджанов — епізод
- Шоді Саліхов — епізод
- Хашим Рахімов — епізод

## Знімальна група
- Режисер — Юнус Юсупов
- Сценарист — Олександр Файнберг
- Оператор — Рустам Мухамеджанов
- Композитор — Толіб-хон Шахіді
- Художники — Леонід Шпонько, Костянтин Аваков